# 斑肩姬地鸠
斑肩姬地鸠（學名：Geopelia humeralis）原生於澳大利亚和新幾內亞南部，大小從26厘米到30厘米不等。牠受到「1974年國家公園和野生動物法案」（ National Parks and Wildlife Act 1974）的保護，叫聲是較獨特的「cook-a-wook」或「coolicoo」。

## 外型
斑肩姬地鸠胸部為藍灰色、翅膀為棕黃色、後頸羽毛是銅色的，頸部有類似戈氏姬地鸠的羽毛，但不同之處斑肩姬地鸠沒有橫條紋圍繞。眼窩附近呈現紅灰色，亞成体時會較為黯淡。

## 棲息地
斑肩姬地鸠通常棲息於富水源的地方，可以在沿海地區找到。在新南威爾士州南部東岸到北部的约克角半岛發現牠們。本种也作为引入种而在澳洲以外出现，例如在南太平洋其他國家如巴布亚新几内亚也有發現。

## 育種
斑肩姬地鸠的繁殖季節南部為9月至1月、北部為2月至四月。他的巢位於平坦的樹枝或草地上，通常會在灌木、紅樹林中。一次會生兩個蛋。

## 寄生蟲
在法國動物園裡發現一隻斑肩姬地鸠被弓形虫感染了弓蟲症。